# 莱纳·魏斯
莱纳·“莱”·魏斯（英語：Rainer Weiss，1932年9月29日—）是美國理論物理學者，因在引力物理學與天文物理學的貢獻而知名於學術界，是麻省理工学院物理学榮譽教授。在他學術生涯中最重要的成就為發展出激光干涉術，其為激光干涉引力波天文台（LIGO）的關鍵技術。魏斯是宇宙背景探測者（COBE）科學工作小組的主席。
2017年，魏斯因对LIGO探测器及引力波探测的决定性贡献而与巴里·巴里什及基普·索恩共同获得诺贝尔物理学奖。

## 早期生活和教育

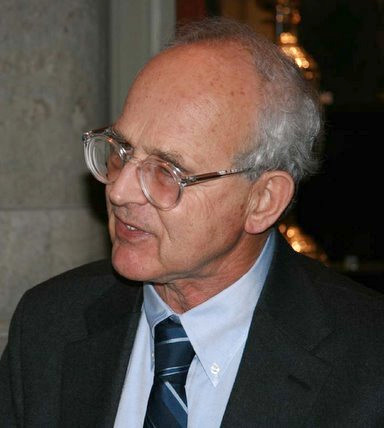
於2006年12月的魏斯

莱纳·魏斯于1932年9月29日在德国柏林出生。为了躲避政治动荡，他的家人首先在1932年后期搬家到布拉格，然后在1938年搬家到美国；他年轻时代是在纽约市度过的，在那里他曾就读于哥伦比亚文法学校。他曾就读于麻省理工学院，在1955年获得他的学士学位和在1962年获得博士学位，师从杰罗尔德·撒迦利亚（Jerrold R. Zacharias）。他于1960至1962年执教于美国塔夫斯大学，从1962至64年是在普林斯顿大学的博士后学者，然后在1964年加入麻省理工学院任教。

## 成就
魏斯把两个基础物理研究领域从诞生带到成熟：宇宙背景辐射的特徵，和干涉式引力波天文台。
他對於宇宙微波背景辐射的光谱完成开拓性的测量，是美国国家航空航天局宇宙背景探測者(COBE)（微波背景）卫星的共同创始人之一和科學顧問。
魏斯还发明了干涉式引力波探测器，并與基普·索恩、朗納·德瑞福共同创立了NSF的LIGO（引力波探测）项目。這两個項目不單在对宇宙學的理解非常重要，並且在仪器科学方面極具挑战性。2016年2月，在首次直接探測到重力波的新聞發布会裡，魏斯是四位代表發言人之一。。

## 榮譽與獎勵
- 2006年，約翰·馬瑟與包括魏斯在內的整個COBE科學團隊榮獲格鲁伯宇宙学奖。[2]

- 2007年，因为「基於光學干涉術的引力波探測器的基礎貢獻，導致成功運作激光干涉引力波天文台」，魏斯和朗納·德瑞福被授予了爱因斯坦奖[9]。

- 由於「探測到引力波的蹤跡，開啟天文學與物理學的新視野」，魏斯、基普·索恩、朗納·德瑞福與1012位團隊同工共同榮獲2016年基礎物理學突破獎。[10]
- 因為「探測到引力波」，魏斯、德瑞福、索恩獲得2016年格鲁伯宇宙学奖。[11]
- 由於對「激光干涉引力波天文台LIGO的構思和設計」，魏斯、德瑞福、索恩獲頒2016年邵逸夫獎。[12]
- 2016年，魏斯、德瑞福、索恩因「直接探測到引力波」，共獲科维理奖。[13]

## 备注
1. ↑  Other LIGO physicists present for the announcement include Gabriela González, David Reitze, Kip Thorne, and France A. Córdova from the NSF.
2. ↑  Marco Drago, a physicist at the Albert Einstein Institute in Hannover, Germany, was the first person to notice the direct detection.